# 古勒阿瓦提乡
古勒阿瓦提乡，是中华人民共和国新疆维吾尔自治区阿克苏地区温宿县下辖的一个乡镇级行政单位。

## 行政区划
古勒阿瓦提乡下辖以下地区：
古勒阿瓦提村、古勒艾日克村、巴格其村、买里艾日克村、青铁木尔村、博斯坦托格拉克村、提根村、阿克吾斯塘村、米勒克艾日克村、色格孜勒克村、英艾日克村、恰其力克村和加依村。